# アントネッラ・ベッルッティ
アントネッラ・ベッルッティ（Antonella Bellutti、1968年11月7日 - ）は、イタリア、ボルツァーノ出身の元女子自転車競技選手、ボブスレー選手。

## 来歴
少年時代、陸上競技の障害走で、イタリアのジュニア記録を保持した経験を持ち、加えてバスケットボールにも取り組んでいたが、1991年、自転車トラックレースに専念することを決意。後述の通り、同競技で2度のオリンピックチャンピオンとなった。さらに2002年ソルトレークシティオリンピックでは、1994年リレハンメルオリンピックのリュージュ・一人乗り種目で金メダルを獲得したゲルダ・ヴァイセンシュタイナーとのコンビで、ボブスレーのイタリア代表として参加した。
グレアム・オブリーさながらの、『スーパーマンフォーム』で個人追抜のレースに挑んだ選手としても知られる。

### 主な実績
1994年
- イタリア選手権
  - 個人追抜 優勝

1995年
- トラックレース世界選手権
  - 個人追抜 2位
- イタリア選手権 
  - 個人追抜 優勝
  - 500mタイムトライアル(500mTT) 優勝
- UCIトラックワールドカップクラシックス
  - マンチェスター - 個人追抜 優勝

1996年
- アトランタオリンピック
  -  個人追抜 優勝
- トラックレース世界選手権
  - 個人追抜 3位
- イタリア選手権 
  - 個人追抜 優勝
  - 500mTT 優勝
- UCIトラックワールドカップクラシックス 
  - カリ - 個人追抜 優勝

1997年
- イタリア選手権 
  - 個人追抜 優勝
  - 500mTT 優勝
  - ポイントレース 優勝
  - スプリント 優勝
- UCIトラックワールドカップクラシックス
  - アデレード - 個人追抜 優勝
  - アテネ - ポイントレース 優勝
  - カリ - 個人追抜 & ポイントレース 優勝
  - フィオレンツオーラ・ダルダ - 個人追抜 優勝
- 欧州選手権
  - オムニアム 優勝

1998年
- イタリア選手権 
  - 個人追抜 優勝
  - 500mTT 優勝
- UCIトラックワールドカップクラシックス
  - カリ - 個人追抜 & ポイントレース 優勝

1999年
- イタリア選手権 
  - 500mTT 優勝
  - ポイントレース 優勝
  - スプリント 優勝

2000年
- シドニーオリンピック
  -  ポイントレース 優勝
  - 個人追抜 5位
- イタリア選手権
  - 個人追抜 優勝
  - 500mTT 優勝

2002年
- ソルトレイクシティオリンピック
  - ボブスレー2人乗り 7位